# Silêncio (filme)
Silence (bra/prt: Silêncio) é um filme nipo-méxico-ítalo-estado-unidense-taiwanês de 2016, do género Drama histórico, realizado por Martin Scorsese, coautor do argumento, ao lado de Jay Cocks, baseado no romance Chinmoku, de Shusaku Endō.

## Sinopse
No século XVII, o Japão vivia sob o xógum Tokugawa, que perseguiu os cristãos. A Companhia de Jesus envia para o país os padres portugueses Francisco Garrpe e Sebastião Rodrigues, a fim de encontrar o padre Cristóvão Ferreira, que alegadamente cometeu apostasia. Ali os padres testemunharão toda a crueldade de que eram vítimas os seguidores do Cristo.

## Prêmios e indicações
| Prêmio     | Categoria         | Recipiente     | Resultado |
| ---------- | ----------------- | -------------- | --------- |
| Oscar 2017 | Melhor fotografia | Rodrigo Prieto | Indicado  |

## Elenco
- Andrew Garfield como padre Sebastião Rodrigues[11]
- Adam Driver como padre Francisco Garupe[12]
- Liam Neeson como padre Cristóvão Ferreira[13]
- Tadanobu Asano como um intérprete para os padres[14]
- Ciarán Hinds como Alessandro Valignano
- Shinya Tsukamoto como Mokichi[15]
- Yōsuke Kubozuka como Kichijiro
- Issey Ogata como Inoue[16]